# Фруадвіль (Во)
Фруадвіль (фр. Froideville) — громада  в Швейцарії в кантоні Во, округ Гро-де-Во.

## Географія
Громада розташована на відстані близько 70 км на південний захід від Берна, 9 км на північний схід від Лозанни.
Фруадвіль має площу 7,1 км², з яких на 10,1% дозволяється будівництво (житлове та будівництво доріг), 38,5% використовуються в сільськогосподарських цілях, 51,4% зайнято лісами, 0% не є продуктивними (річки, льодовики або гори).

## Демографія
2019 року в громаді мешкало 2643 особи (+50,3% порівняно з 2010 роком), іноземців було 17,5%. Густота населення становила 373 осіб/км².
За віковим діапазоном населення розподілялося таким чином: 25,7% — особи молодші 20 років, 60,7% — особи у віці 20—64 років, 13,6% — особи у віці 65 років та старші. Було 1078 помешкань (у середньому 2,5 особи в помешканні).
Із загальної кількості 252 працюючих 17 було зайнятих в первинному секторі, 44 — в обробній промисловості, 191 — в галузі послуг.